# Ciutat de vidre
Ciutat de vidre, es una novel·la gràfica, adaptada de la novel·la del mateix nom de Paul Auster i dibuixada per David Mazzucchelli i Paul Karasik, amb traducció de Joan Sellent. Editada per primera vegada en català per l'editorial Angle Editorial, el maig del 2012.

## Argument
Quinn, és el protagonista, en altres temps va ser un poeta i en l'actualitat després de la mort de la seva esposa i el seu fill, és un escriptor de novel·la negra. Viu en una ciutat molt bulliciosa pro en una gran solitud, quan algú li truca de manera insistent a mitjanit, confonent-lo amb un detectiu anomenat Paul Auster, la seva vida fa un tom, trobant un nou al·licient. La curiositat fa que en Quinn, decideixi suplantar la personalitat del detectiu Auster, per tal de poder apropar-se a un individu dèbil, espantadís i enigmàtic. El personatge en qüestió li demana protecció davant el seu pare, un home amb un present i un passat ben foscs.

## Autors
Paul Auster, (Newark, Nova Jersey, 3 de febrer de 1947) és un novel·lista, poeta, guionista i director de cinema estatunidenc. Autor de llibres de gran èxit com Triologia de Nova York (Ciutat de vidre, Fantasmes i L'habitació tancada). Algunes de les seves novel·les han estat adaptades al cinema.
David Mazzucchelli, és un dibuixant de còmics nord-americà, també professor a Rhode Island School of Design i al School of Visual Arts de Nova York. Reconegut pel seu treball amb Frank Miller en Batman: Any Un i en Daredevil: Born Again. El 2009 va publicar la seva primera novel·la gràfica en solitari Asterios Polyp.
Paul Karasik, (1956) és un dibuixant i professor estatunidenc.